# 需海水潮滩杆状菌
需海水潮滩杆状菌（学名：Aestuariibacter salexigens）也称需海水潮汐杆菌、需海水潮间带杆菌，是潮滩杆状菌属的下属物种。此物种是一种革兰氏阴性、专性需氧、嗜盐、化能异养、运动性、不形成孢子、过氧化氢酶阳性、氧化酶阳性且嗜温的杆状细菌。此物种用单极鞭毛运动。此物种最早于2002年8月31日从韩国江华岛的沉积物样本中分离出来。